# Hipótesis de la brecha de conocimiento
La hipótesis de la brecha de conocimiento explica que el conocimiento, al igual que otras formas de riqueza, a menudo se distribuye de manera diferencial en un sistema social. Específicamente, la hipótesis predice que "a medida que aumenta la infusión de información de los medios de comunicación masiva en un sistema social, los segmentos de la población con un estatus socioeconómico más alto tienden a adquirir esta información a un ritmo más rápido que los segmentos de estatus más bajo, de modo que la brecha en el conocimiento entre estos segmentos tiende a aumentar en lugar de disminuir". Tres investigadores de la Universidad de Minnesota: Phillip J. Tichenor, entonces profesor asociado de periodismo y comunicación de masas, George A. Donohue, profesor de sociología, y Clarice N. Olien, instructora en sociología, propusieron por primera vez la hipótesis de la brecha de conocimiento en 1970. 

## Fundamentos
Aunque la hipótesis se expresó formalmente por primera vez en 1970, Tichenor, Donohue y Olien señalan que la idea de la brecha de conocimiento ha estado implícita en toda la literatura sobre comunicación de masas.
De hecho, una investigación publicada ya en la década de 1920 había comenzado a examinar la influencia de las características individuales en las preferencias de las personas en cuanto a los contenidos de los medios. Por ejemplo, Gray y Munroe, identificaron el nivel educativo —que todavía se utiliza hoy en día en la investigación de la brecha de conocimiento como una operacionalización del estado socioeconómico (ver, por ejemplo, Hwang y Jeong, 2009)—como un correlato significativo y directo de la tendencia de una persona a preferir contenido impreso "serio" en lugar de "no serio".
Sin embargo, la creencia popular sostenía que tales diferencias en las preferencias podrían disminuir con el advenimiento de la radio, que no requería ni la habilidad especial ni el ejercicio de la lectura (Lazarsfeld, 1940). Guillermo Marconi, inventor del telégrafo inalámbrico, incluso creía que la llegada de la era inalámbrica "haría la guerra imposible, porque la volvería ridícula". Interesado en saber si la radio había atenuado estas diferencias individuales en las preferencias de contenido, Paul Lazarsfeld, director de la Oficina de Investigación de Radio en la Universidad de Columbia, se propuso examinar si la cantidad total de tiempo que la gente escuchaba la radio y el tipo de contenido que elegía se correlacionaban con su nivel socioeconómico. Los datos de Lazarsfeld no solo indicaban que las personas de nivel socioeconómico más bajo tendían a escuchar más programas de radio, sino que también eran simultáneamente menos propensos a escuchar contenido de radio "serio". Entonces, contrariamente a la creencia popular en ese momento, la adopción generalizada de la radio parece haber tenido poco o ningún efecto en la tendencia de una persona a preferir tipos específicos de contenido.
Más evidencia que apoya la hipótesis de la brecha de conocimiento provino del análisis desarrollado por Star y Hughes (1950), sobre los intentos para informar a los adultos de Cincinnati acerca de las Naciones Unidas. Al igual que Gray y Munroe (1929), y Lazarsfeld (1940), Star y Hughes descubrieron que, si bien la campaña tuvo éxito en llegar a personas más instruidas, aquellas con menos educación prácticamente la ignoraron. Además, después de observar que las personas altamente educadas a las que llegó la campaña también tendían a estar más interesadas en el tema, Star y Hughes sugirieron que el conocimiento, la educación y el interés pueden ser aspectos interrelacionados.

## Especificación
Sobre la base de observaciones implícitas en la investigación en comunicación de masas, Tichenor, Donohue y Olien (1970) definen la hipótesis de la brecha de conocimiento como:

"As the infusion of mass media information into a social system increases, higher socioeconomic status segments tend to acquire this information faster than lower socioeconomic-status population segments so that the gap in knowledge between the two tends to increase rather than decrease"
"A medida que aumenta la infusión de información de los medios de comunicación masiva en un sistema social, los segmentos de estatus socioeconómico más alto tienden a adquirir esta información más rápido que los segmentos de población de estatus socioeconómico más bajo, de modo que la brecha de conocimiento entre los dos tiende a aumentar en lugar de disminuir" (Tichenor, Donohue y Olien 1970, págs. 159-160).

Además, Tichenor, Donohue y Olien sugieren cinco razones por las que debería existir la brecha de conocimiento:
- Habilidades de comunicación: las personas de mayor estatus generalmente tienen más educación, lo que mejora sus habilidades de lectura, comprensión y memoria.
- Información almacenada: es más probable que las personas de mayor estatus ya conozcan los temas de las noticias a través de la exposición previa a los medios o mediante la educación formal.
- Contacto social relevante: las personas de estatus superior generalmente tienen una esfera de actividad más amplia, un mayor número de grupos de referencia y contactos interpersonales y, por lo tanto, es más probable que discutan temas de noticias con otros.
- Exposición selectiva: las personas de estatus inferior pueden estar menos interesadas y, por lo tanto, es menos probable que se abran a ciertos temas de noticias.
- Mercados objetivo de los medios: los medios de comunicación se adaptan a los gustos e intereses de su audiencia.

## Resumen formal
Dada la información anterior, la hipótesis de la brecha de conocimiento se puede expresar utilizando el siguiente conjunto de proposiciones relacionadas:
- Las personas en una sociedad exhiben una gran diversidad debido a su estructura psicológica, experiencias adquiridas, relaciones sociales y pertenencia a categorías sociales.
- A pesar de estas diferencias, las personas con más educación tienden a tener habilidades cognitivas y comunicativas mejor desarrolladas, esferas sociales más amplias con contactos sociales cada vez más diversos y una mayor cantidad de información almacenada que sus contrapartes con menos educación.
- Las personas con mayor educación también tienden a expresar interés y a exponerse a una gama más amplia de temas, incluidos temas serios como asuntos públicos, ciencia y noticias de salud.
- Por lo tanto, a medida que aumenta la infusión de información de los medios de comunicación masiva en un sistema social, los segmentos de la población con un estatus socioeconómico más alto tienden a adquirir esta información a un ritmo más rápido que los segmentos de estatus más bajo, por lo que la brecha de conocimiento entre estos segmentos tiende a aumentar más que disminuir.

## Operatividad de la hipótesis y apoyo inicial
La hipótesis de la brecha de conocimiento puede aplicarse tanto en investigaciones transversales como en aquellas que impliquen continuidad en el tiempo. 

Para la investigación transversal, la hipótesis de la brecha de conocimiento espera que "en un momento dado, debería haber una correlación más alta entre la adquisición de conocimiento y la educación para temas muy difundidos en los medios, que para aquellos temas con menor difusión. Tichenor, Donohue, y Olien (1970) probaron esta hipótesis utilizando un experimento en el que se pidió a los participantes que leyeran y discutieran dos noticias de distinta difusión. Los resultados del experimento apoyan la hipótesis porque las correlaciones entre la educación y la comprensión eran significativas para las historias de alta difusión, pero no significativas para historias de poca difusión.

Para la investigación en series temporales, la hipótesis de la brecha de conocimiento espera que "con el tiempo, la adquisición de conocimiento de un tema muy difundido procederá a un ritmo más rápido entre las personas más instruidas que entre las que tienen menos educación". Tichenor, Donohue y Olien (1970) probaron esta hipótesis utilizando encuestas de opinión pública reunidas entre 1949 y 1965 para medir si los participantes creían que los humanos llegarían a la Luna en un futuro previsible. Durante un lapso de 15 años, la creencia entre las personas con educación primaria aumentó solo alrededor de 25 puntos porcentuales, mientras que la creencia entre las personas con educación universitaria aumentó más de 60 puntos porcentuales, una tendencia consistente con la hipótesis.

## Ajustes de la hipótesis
Aunque, a mediados de la década de 1970, numerosos datos respaldaban la existencia de una brecha de conocimiento entre las personas de distinto nivel socioeconómico, Donohue, Tichenor y Olien (1975) buscaron incrementar la precisión de la hipótesis a fin de determinar bajo qué condiciones la brecha de conocimiento podría ser atenuada o incluso eliminada. Con este objetivo, examinaron datos de encuestas sobre temas nacionales y locales realizadas en 16 comunidades de Minnesota entre 1969 y 1975. Donohue y sus colegas identificaron tres variables asociadas a la disminución de la brecha de conocimiento:
- Nivel de preocupación social básica suscitada por el problema: los problemas locales que implicaban directamente a la comunidad tendían a despertar una mayor preocupación social que los problemas nacionales, más amplios, que no implicaban a la comunidad en forma inmediata y directa. Los problemas locales, entonces, tienden a disminuir la magnitud de la brecha de conocimiento. En otras palabras, a medida que el problema es más cercano, la brecha de conocimiento es más pequeña.
- Nivel de conflicto social en torno al problema: hasta el punto en que se produce la interrupción de la comunicación, los problemas percibidos como más conflictivos tienden a llamar más la atención y, por lo tanto, a disminuir la magnitud de la brecha de conocimiento.
- Nivel de homogeneidad de la comunidad: debido a que las comunidades más pequeñas y homogéneas tienden a exhibir menos diferenciación social y variedad en las fuentes de información que las comunidades más grandes y heterogéneas, las comunidades homogéneas tienden a mostrar brechas de conocimiento más pequeñas que las comunidades heterogéneas.

## Revisión narrativa y apoyo metaanalítico
Existen al menos dos revisiones narrativas y un metaanálisis de la investigación de la hipótesis de la brecha de conocimiento. Gaziano realizó dos revisiones narrativas: una en 1983 sobre 58 artículos con datos relevantes, y la segunda en 1997 sobre 39 estudios adicionales. Gaziano señala: "el resultado más consistente es la presencia de diferenciales de conocimiento; independientemente del tema, variaciones metodológicas o teóricas, excelencia del estudio u otras variables y condiciones" (1997, p. 240). La evidencia de varias décadas, concluye Gaziano, subraya el carácter perdurable de las brechas de conocimiento e indica que trascienden temas y entornos de investigación.
Debido a que las revisiones narrativas examinan las pruebas de significación en lugar de los tamaños del efecto, Hwang y Jeong (2009) realizaron un metanálisis de 46 estudios de brechas de conocimiento. Sin embargo, en consonancia con los resultados de Gaziano, Hwang y Jeong encontraron constantes brechas de conocimiento a lo largo del tiempo.

## Cierre de la hipótesis de la brecha de conocimiento con la Web 2.0
En 2010, tomando el caso concreto de la nanotecnología, Elizabeth Corley y Dietram Scheufele realizaron un estudio para investigar la creciente brecha de conocimiento. En general, la investigación de la opinión pública ha demostrado que los encuestados con un nivel socioeconómico (NSE) más alto adquieren nueva información a un ritmo más alto que los encuestados con un NSE bajo. Sus análisis anteriores de dos grandes encuestas nacionales realizadas en 2004 y 2007 encontraron que los encuestados con al menos un título universitario mostraron un aumento en los niveles de conocimiento entre 2004 y 2007, mientras que los encuestados con niveles de educación inferiores a un diploma de escuela secundaria tuvieron una disminución significativa en sus niveles de conocimiento sobre nanotecnología. Estos resultados enfatizan que el grupo que más necesita ayuda, el grupo de NSE bajo, no ha recibido ayuda a través de los esfuerzos de comunicación y divulgación, y sus niveles de conocimiento en nanotecnología han disminuido con el tiempo.

Our analyses of national survey data with identical wording over the last five years has found widening gaps in nanotech knowledge between the least educated and the most educated citizens.[...] Public opinion research has also shown that respondents with higher socioeconomic status (SES) acquire new information at a higher rate than low SES respondents. Our analyses of two large national surveys in 2004 and 2007 show that those respondents with at least a college degree displayed an increase in knowledge levels between 2004 and 2007 while respondents with education levels of less than a high school diploma had a significant decrease in nanotechnology knowledge levels.
Nuestros análisis de datos de encuestas nacionales con redacción idéntica durante los últimos cinco años han encontrado brechas cada vez mayores en el conocimiento de la nanotecnología entre los ciudadanos menos educados y los más educados. [...] La investigación de la opinión pública también ha demostrado que los encuestados con un nivel socioeconómico (NSE) más alto adquieren nueva información a un ritmo mayor que los encuestados con un NSE bajo. Nuestros análisis de dos grandes encuestas nacionales en 2004 y 2007 muestran que aquellos encuestados con al menos un título universitario mostraron un aumento en los niveles de conocimiento entre 2004 y 2007, mientras que los encuestados con niveles de educación inferiores a un diploma de escuela secundaria tuvieron una disminución significativa en los niveles de conocimiento de nanotecnología.

Corley y Scheufele investigaron una amplia gama de factores que pueden ayudar a cerrar las brechas de conocimiento, incluidos los medios de comunicación. Los investigadores encontraron que la cantidad de días a la semana que los encuestados pasaban "en línea" se correlacionaba significativamente con los niveles de conocimiento sobre nanotecnología. Por lo tanto, el uso de Internet ayudaba a quienes tenían menos educación formal a equiparar el nivel de las personas con mayor nivel educativo.
La aparición de Internet, y más específicamente de la Web 2.0, puede estar contribuyendo a cerrar la brecha de conocimiento. De hecho, Corley y Scheufele explican que "Internet finalmente puede estar a la altura de las expectativas ... como una herramienta para crear una ciudadanía más informada al servir como un «nivelador» de las brechas de conocimiento". Esto se debe en gran medida al hecho de que la información difundida mediante la Web 2.0 está escrita en términos sencillos. El contenido es creado por personas que comprenden la información, pero que también pueden adaptar los artículos de modo que sean comprensibles para un público general.
Aun así, la brecha de conocimiento puede seguir existiendo, incluso con la aparición de la Web 2.0. El grupo desfavorecido en esta situación —el grupo con un NSE más bajo— debe tener motivaciones concretas para buscar información y disminuir la brecha de conocimiento al obtenerla. Además, la información sobre un tema determinado debe ser proporcionada. En caso contrario, la Web 2.0 no será de mucha ayuda. Sin embargo, cuando se proporciona un contenido específico requerido, la Web 2.0 ha permitido a los lectores ser más interactivos y hablar con otros "en línea", a través de foros de discusión y espacios de intercambio de opiniones. Los resultados de la investigación realizada por Corley y Scheufele son un claro llamado a la acción para que los investigadores desarrollen formas no tradicionales de conectarse con audiencias no profesionales sobre tecnologías emergentes.
En general, los estudios muestran que la introducción de la Web 2.0 puede ayudar a cerrar la brecha de conocimiento porque el contenido que tradicionalmente no podían alcanzar aquellos con un nivel socioeconómico más bajo, ahora resulta accesible al estar escrito en términos sencillos. La Web 2.0 ha ayudado porque:
- El contenido de la Web 2.0 es creado por la gente común, para la gente común.
- Los usuarios pueden ser interactivos para encontrar más información sobre un tema determinado: «haga clic en otros enlaces para encontrar más información», “busque teorías e ideas que no conoce en los motores de búsqueda” o «lea artículos relacionados para obtener más información».

Paralelamente, las diferencias socioeconómicas estructurales pueden llegar a limitar el acceso a internet y obstaculizar el desarrollo de las habilidades necesarias para su uso, con lo que la nueva herramienta de comunicación no alcanzaría para reducir significativamente la brecha de conocimiento, en este caso debido a la brecha digital.

## Críticas y orientaciones para futuras investigaciones
Si bien la mayoría de las investigaciones apoyan la proposición de que cuanto mayor es la educación, mayor es el conocimiento de varios temas, la hipótesis de la brecha de conocimiento especifica que esta relación debe ser moderada por el nivel de publicidad mediática que recibe un tema determinado. Sin embargo, pocos estudios sobre brechas de conocimiento tratan la publicidad en los medios como una variable.
Debido a que los análisis de tendencias a largo plazo indican que las diferencias de conocimiento fluctúan con el tiempo, la mayoría de los estudios, acotados en lapsos relativamente cortos, ofrecen una instantánea breve y potencialmente engañosa de las lagunas de conocimiento.
Un área nueva y vital que los investigadores de la brecha de conocimiento deben comprender es el papel de la familia en los patrones de socialización relacionados con el aprendizaje.
Dado que las decisiones políticas han desempeñado un papel importante en el aumento de la desigualdad, y la investigación de la brecha de conocimiento tiene implicaciones políticas, los investigadores deberían incluir más diálogo con los responsables de la formulación e implementación de políticas públicas.

## Hipótesis contrapuestas
Específicamente en el ámbito de la difusión política, existen tres hipótesis divergentes en la observación de la brecha del conocimiento:
- La hipótesis del malestar mediático (que predice un efecto negativo general).[13]
- La hipótesis del círculo virtuoso (que predice un efecto positivo general).[14]
- La hipótesis del efecto diferencial (que predice un efecto positivo) de los periódicos y un efecto nulo o negativo de la televisión).[15]

Se han utilizado tres tipos de medios de comunicación para examinar los efectos de los medios en la brecha de conocimiento: 
- Televisión: la brecha de conocimientos entre los grupos de educación inferior y superior es mayor entre las personas que utilizan la televisión de forma esporádica en comparación con los usuarios habituales de televisión (Eveland, 2000).[16]
- Periódicos: la exposición al periódico puede reforzar potencialmente la brecha de conocimiento en política para grupos de diferentes NSE, ya que leer periódicos requiere capacidad de alfabetización para comprender de manera efectiva la información (Jerit et al., 2006),[17] mientras que otros estudios sugieren que la exposición a la prensa escrita en realidad disminuye ligeramente la brecha de conocimiento en lugar de aumentarla (Eveland, 2000).[16]
- Internet: la exposición a Internet aumenta el conocimiento general del público sobre cuestiones de salud (Shim, 2008).[18]

La brecha del conocimiento en cuestiones vinculadas a la política (instituciones, figuras públicas, partidos políticos, etc.) también puede analizarse sobre la base de la variable de género. Un estudio realizado en Míchigan en 1988 a partir de encuestas telefónicas y presenciales dio como resultado que en 45 sobre 51 temas consultados los hombres superaron a las mujeres en respuestas correctas, en un rango entre 1 % y 29 %. Los investigadores señalan que estas diferencias se deben a que aún hacia fines del siglo XX, los hombres están culturalmente asociados a la esfera de lo público y las mujeres a la esfera de lo privado. Las implicaciones de esta situación son, entre otras, que las mujeres tienen menor nivel de educación formal, menos oportunidades de obtener y conservar trabajos fuera del hogar, y, por lo tanto, menos posibilidades de que la interactuación social en ámbitos laborales les facilite el acercamiento a cuestiones políticas.